# Crocifissione (Donato de' Bardi)
La Crocifissione di Donato de' Bardi è, nella storia dell'arte mondiale, il più antico dipinto a olio su tela pervenutoci. Si tratta di un'opera di grandi dimensioni (165x238 cm), databile al 1448 e  conservato nella Pinacoteca civica di Savona.

## Descrizione e stile
L'opera, capolavoro dell'artista e della corrente cosiddetta della "Congiuntura Nord-Sud" (cioè della vasta area dove si fusero elementi fiamminghi e mediterranei), mostra il Cristo crocifisso tra i dolenti (Maria e san Giovanni Evangelista) e la Maddalena inginocchiata, mentre ai lati volano due gruppi di angeli disperati. Le aureole sono composte da iscrizioni dorate. In basso, vicino al teschio, si trova un cartiglio con la firma "DONATUS COMES BARDUS PAPIENSIS PINXIT HOC OPUS".
Sebbene il sostrato sia la cultura lombarda, dalle Fiandre derivano alcuni elementi insoliti in Italia, come l'uso della tela per il grande formato o l'uso della cornice in trompe-l'œil con la scritta dorata (un'invocazione al Cristo), copiata dal Trittico Giustiniani, inviato a Genova, di Jan van Eyck. La composizione, simmetrica e austera, è ispirata ai Calvari nordeuropei, ma è soprattutto la sensibilità alla luce, che tornisce volumetricamente le figure, o l'uso precocissimo della prospettiva aerea a rappresentare un ponte tra le due culture, italiana e fiamminga. Lo spazio infatti appare definito dall'allontanarsi dei piani sullo sfondo, via via più sfumati dalla foschia, dove sembra di percepire l'aria atmosferica, senza ricorso alla prospettiva geometrica di stampo fiorentino.